# Achille Samyn
Pour les articles homonymes, voir Samyn.
Achille Samyn, né le 11 février 1908 à Ploegsteert  et mort à une date inconnue, est un coureur cycliste belge, spécialiste de l'américaine et du demi-fond.

## Biographie
Ses parents habitent au Bizet non loin d'Armentières, en territoire belge. À six ans il est  chassé de chez lui par la guerre. Il connait la triste vie des réfugiés. Il est à Soissons à la fin de la guerre, et c'est là qu'il fait ses débuts en course. Peu après, il part à Paris, devient sociétaire de Montparnasse Sportif, gagne au sprint un interclubs sur route. Daniel Brunel lui conseille alors de faire de la piste.
En novembre 1930, il gagne sa première américaine au Vél' d'Hiv', avec Marcel Cloarec, au cours d'un « samedi » du Vél' d'Hiv' ; Pour être qualifié en vue de la finale de la saison, il faut enlever une seconde américaine avec le même équipier: c'est chose faite la semaine suivante. Et la finale est également gagnée par les deux coéquipiers devant Diot-F. Wambst. Par la suite, Il passe à Vaugirard-Grenelle Sportif, puis au Gros-Caillou sportif.
Puis Samyn s’associe, en octobre 1931, avec Fernand Wambst, et pendant deux saisons, l'équipe Fernand Wambst-Samyn est considérée comme la meilleure de toutes les associations d'indépendants de la région parisienne, non seulement au Vel' d'Hiv', mais aussi à Buffalo, à la « Municipale » et à Saint-Denis,.
En novembre 1932, il devient professionnel et court avec Fernand Wambst. Le premier résultat est une place de 3e dans une grande américaine du Vél' d'Hiv'. Mais le bel élan est bientôt rompu. Fernand Wambst tombe malade. Il se plonge dans les courses ouvertes, avec de brèves remontées au premier plan, avec des équipiers éphémères : En 1934, il revient un temps à la route. Puis il s'essaye au demi-fond. En 1935, il s'associe avec Omer Taverne et court les six jours de Paris avec René Bouchard mais abandonnent, ; court aussi avec René Comboudoux . En 1936, il court les six-jours de Saint-Etienne avec Fernand Wambst. Au bout de cette période grise, il fait son service militaire : huit mois, à Bruges. Huit mois pendant lesquels il court en tout et pour tout deux fois. La deuxième fois, il gagne une individuelle devant Frans Slaats. En 1938, il s'associe avec Guy Ovenberghe et court les six jours de Saint-Etienne 1938 avec Norbert Buysse,.
En 1938-39, il revient au demi-fond, et court les six jours de Paris 1939 avec Robert Naeye.
En 1941, il court le prix Dupré-Lapize avec le Suisse Jacques Besson et des américaines avec August Meuleman,,. En 1942 et 1943, il s'associe avec Emile Bruneau,,.
En 1952, il est directeur sportif piste du Gros-Caillou sportif.

## Palmarès
- 1930
  - Prix de Bondy sur route[27]

- 1932
  - Prix Henri Esders, américaine avec Fernand Wambst
  - Prix Hourlier-Comès amateurs et indépendants à Saint-Denis[28]
- 1934
  - 2e de la Coupe de France, 100 km derrière moto commerciale
- 1935
  - Prix Cyclo-Sport américaine avec Omer Taverne à Saint-Denis[29]
- 1936
  - 2e d'une américaine de 100 km au Vél d'Hiv' avec Fernand Wambst
  - 2e du Prix Goullet-Fogler  avec Fernand Wambst
  - Prix Emile Bouhours derrière cyclomoteur

- 1937
  - Américaine à Saint-Etienne avec Maurice Depauw[30]
- 1938
  - Prix de Montréal, américaine avec Guy Ovenberghe[31]
  - Américaine à Nantes avec Guy Ovenberghe[32]
  - Prix Blanchonnet-Cugnot à Saint-Denis avec Guy Ovenberghe[33]
- 1939
  - Prix des Aspirants 25 km derrière motos au Vél' d'Hiv'[34]
- 1941
  - 3e du Prix Dupré-Lapize avec Jacques Besson
  - 2e du Prix Egg-Berthet avec August Meuleman
- 1942
  - 2e du Prix Dupré-Lapize avec Emile Bruneau[35]
  - 3e du Prix Hourlier-Comès avec Emile Bruneau[24]
- 1943
  - 3e du Prix Dupré-Lapize avec Emile Bruneau
  - Grand Prix du Parc des Princes, derrière moto commerciale[36],[37],[38]
  - Prix Paris-Soir derrière Derny[39]